# New London (Missouri)
New London ist eine City am Mittellauf des Mississippi im US-amerikanischen Bundesstaat Missouri und Verwaltungssitz des Ralls County. Das U.S. Census Bureau hat bei der Volkszählung 2020 eine Einwohnerzahl von 943 ermittelt. 
Die Stadt liegt an der Schnittstelle des U.S. Highways 61 und der Missouri State Route 19. 